# Якоб Перкінс
Якоб Перкінс (англ. Jacob Perkins; 9 липня 1766, Ньюберіпорт — 30 липня 1849, Дондон) — американський винахідник, інженер-механік і фізик
Народився у Ньюберіпорті, штат Массачусетс. В юності навчався ювелірному ремеслу.
Вже змолоду захопився винахідництвом. Зрештою отримав двадцять один американський та дев'ятнадцять англійських патентів, зокрема на механічний холодильник (1834). Втім цей винахід так нікого і не зацікавив.
Перкінс був обраний членом Американської академії мистецтв і наук в 1813 році і членом Американського філософського товариства в 1819.
Помер 1849 року. Похований на кладовищі Кенсал-Грін у Лондоні.